# بيتر سبرنغيت
بيتر سبرنغيت (بالإنجليزية: Peter Springett)‏ هو ضابط شرطة ولاعب كرة قدم بريطاني في مركز حراسة المرمى، ولد في 8 مايو 1946 في فولهام في المملكة المتحدة، وتوفي في 28 أغسطس 1997 في شفيلد في المملكة المتحدة بسبب سرطان. شارك مع منتخب إنجلترا تحت 21 سنة لكرة القدم. أما مع النوادي، فقد لعب مع شيفيلد وينزداي وكوينز بارك رينجرز ونادي بارنسلي ونادي سكاربورو.